# Mudrovce
Mudrovce est un village de Slovaquie situé dans la région de Košice.

## Histoire
Première mention écrite du village en 1406.

## Démographie

### Évolution de la population
| Année:               | 1994. | 2004.   | 2014. | 2024.    |
| -------------------- | ----- | ------- | ----- | -------- |
| Nombre de personnes: | 75    | 80      | 76    | 64       |
| Différence:          |       | +6,66 % | -5 %  | -15,78 % |

| Année:               | 2023. | 2024.   |
| -------------------- | ----- | ------- |
| Nombre de personnes: | 62    | 64      |
| Différence:          |       | +3,22 % |